# Actors' Fund Field Day
Actors' Fund Field Day è un cortometraggio muto del 1910. Il nome del regista non viene riportato nei credit del film.
Vi appaiono in brevi cameo i personaggi più noti della rivista statunitense dell'epoca, da George M. Cohan celeberrimo cantante e ballerino a Annie Oakley, la "ragazza con fucile", che spopolava negli spettacoli western di Buffalo Bill, da James J. Corbett, il pugile conosciuto come Gentleman Jim al cantante e comico Bert Williams.

## Produzione
Il film fu prodotto dalla Vitagraph Company of America.

## Distribuzione
Distribuito dalla General Film Company, il film - un cortometraggio di 117,96 metri - uscì nelle sale cinematografiche statunitensi l'11 ottobre 1910.
Nelle proiezioni, veniva programmato con il sistema dello split reel, accorpato in un'unica bobina con un altro cortometraggio prodotto dalla Vitagraph, Brother Man.